# OH SHINY DAYS (曲)
「OH SHINY DAYS」（オー・シャイニー・デイズ）は、TWINZERの2枚目のシングル。

## 内容
1枚目のシングル「LEAVE ME ALONE」のカップリング「SUMMER DAYS」の歌詞を大幅に変更した楽曲。TWINZER最大のヒット曲で、「SUMMER DAYS」同様、大塚製薬「ファイブ・ミニ」CMソング。後に織田哲郎がアルバム『Songs』にてセルフカバーしており、栗林誠一郎がコーラスで参加している。また、後にアルバムのタイトル曲となった。なお、カップリングの「THAT'S CRAZY」は生沢がTWINZERとして、初めて作曲を手がけた楽曲である。

## 収録曲
1. OH SHINY DAYS
作詞:小田佳奈子 作曲:織田哲郎 編曲:TWINZER
2. THAT'S CRAZY
作詞:小田佳奈子 作曲:生沢佑一 編曲:TWINZER
3. OH SHINY DAYS (inst.)

## 参加ミュージシャン
- 生沢佑一 - アコースティックギター、コーラス

- 葉山たけし - ギター
- 上杉昇 (WANDS) - コーラス
- 宇徳敬子 (Mi-Ke) - コーラス